# St. Hubertus (Duppach)

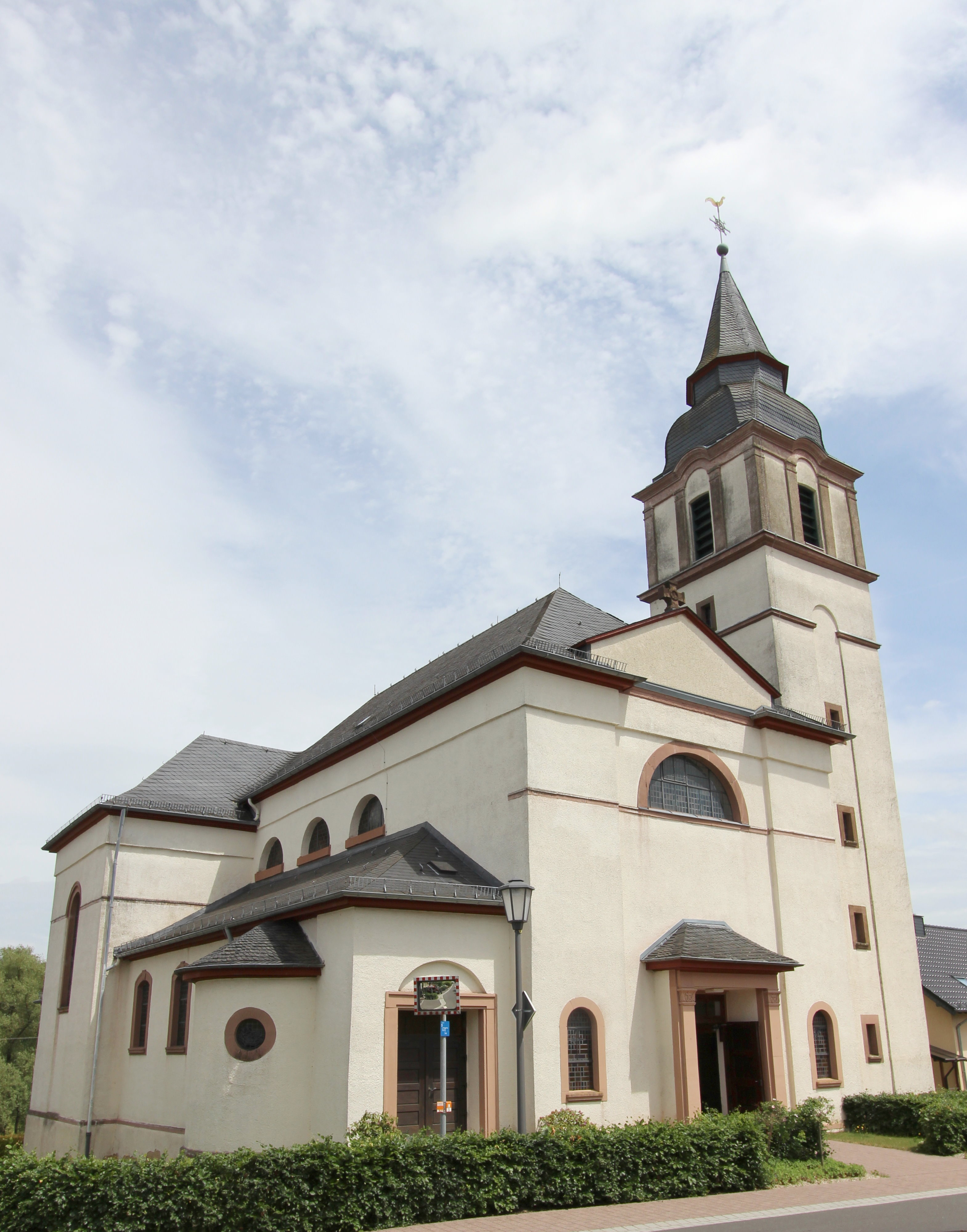
Kirche St. Hubertus in Duppach

Die Kirche St. Hubertus ist die römisch-katholische Pfarrkirche der Ortsgemeinde Duppach im Landkreis Vulkaneifel (Rheinland-Pfalz). Die Pfarrei Duppach gehört zur Pfarreiengemeinschaft Gerolsteiner Land im Dekanat Vulkaneifel.

## Geschichte
Eine erste Duppacher Kirche ist 1330 nachgewiesen. Von der um 1470 erbauten Kirche St. Hubertus (nach Hubertus von Lüttich) ist nur noch der Chor in Form der Friedhofskapelle erhalten. 1927 begann die Gemeinde mit dem Bau einer neuen Kirche, die von dem Trierer Architekturbüro Marx und Gracher als barockisierende gewölbte Basilika mit Querhaus und Fassadenflankenturm geplant und 1927 von Weihbischof Antonius Mönch eingeweiht wurde. Nach einer schweren Beschädigung durch Bombenangriffe am 29. Dezember 1944 war der Wiederaufbau im November 1947 abgeschlossen.

St. Hubertus (Duppach)
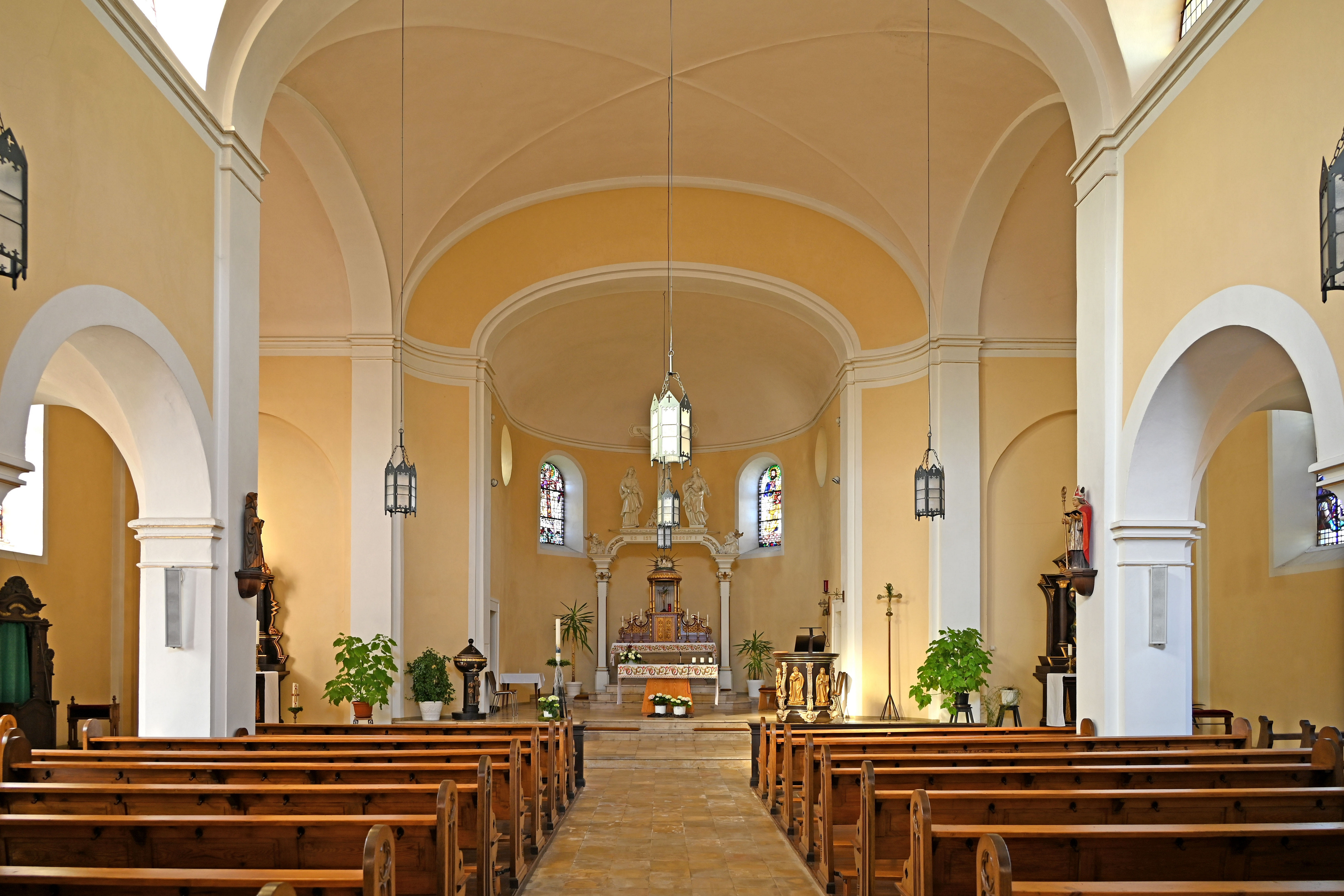
Innenraum
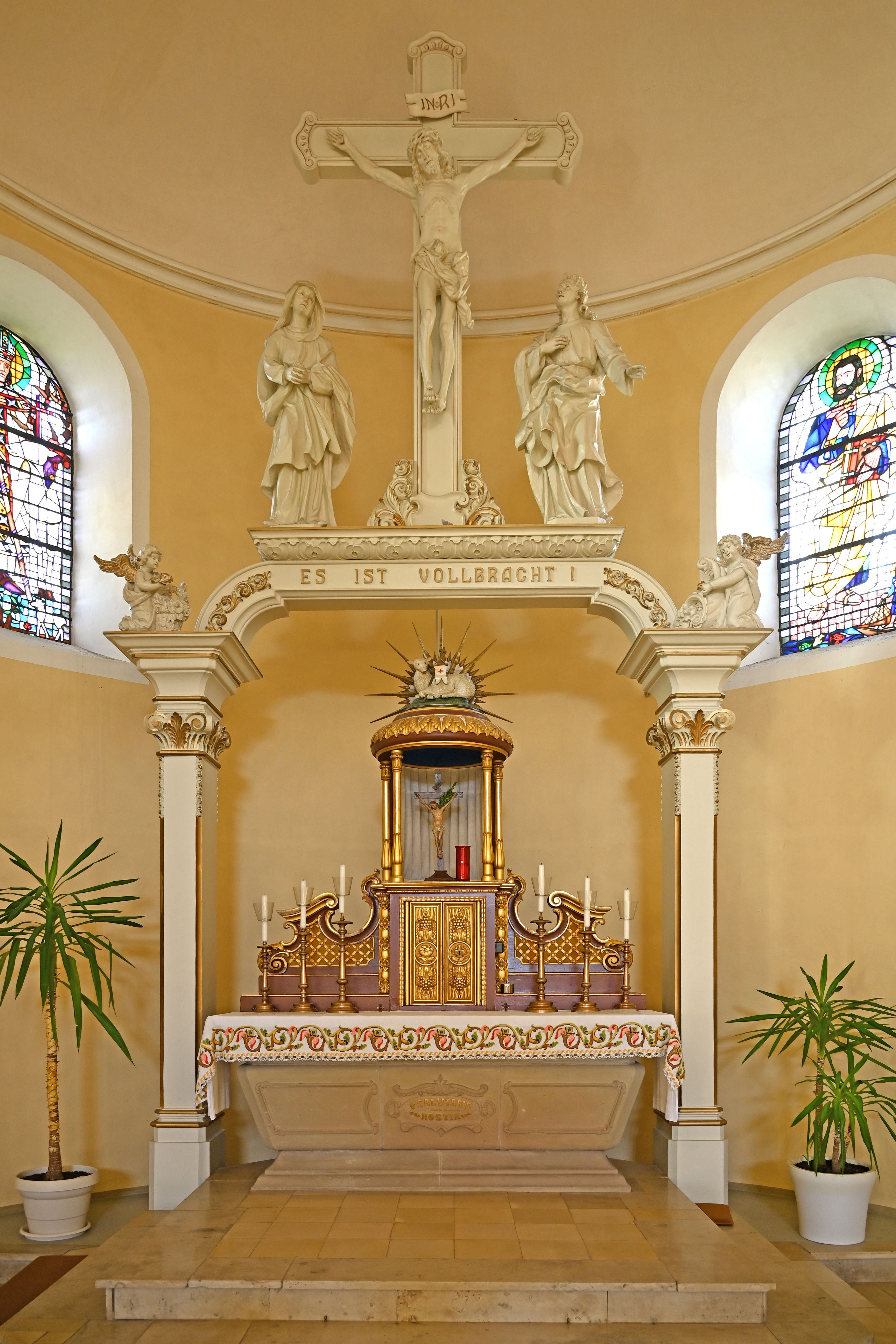
Hochaltar
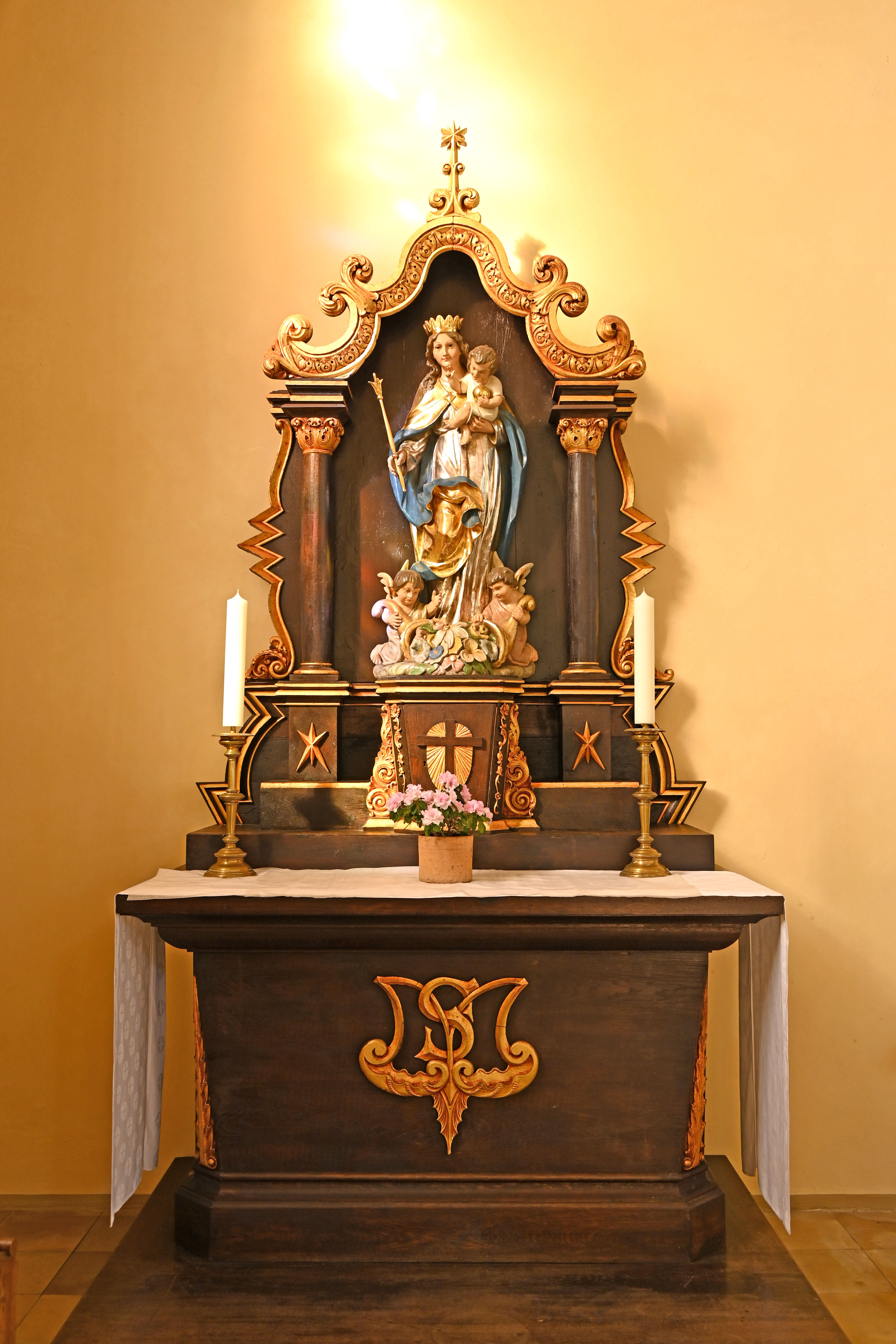
Marienaltar
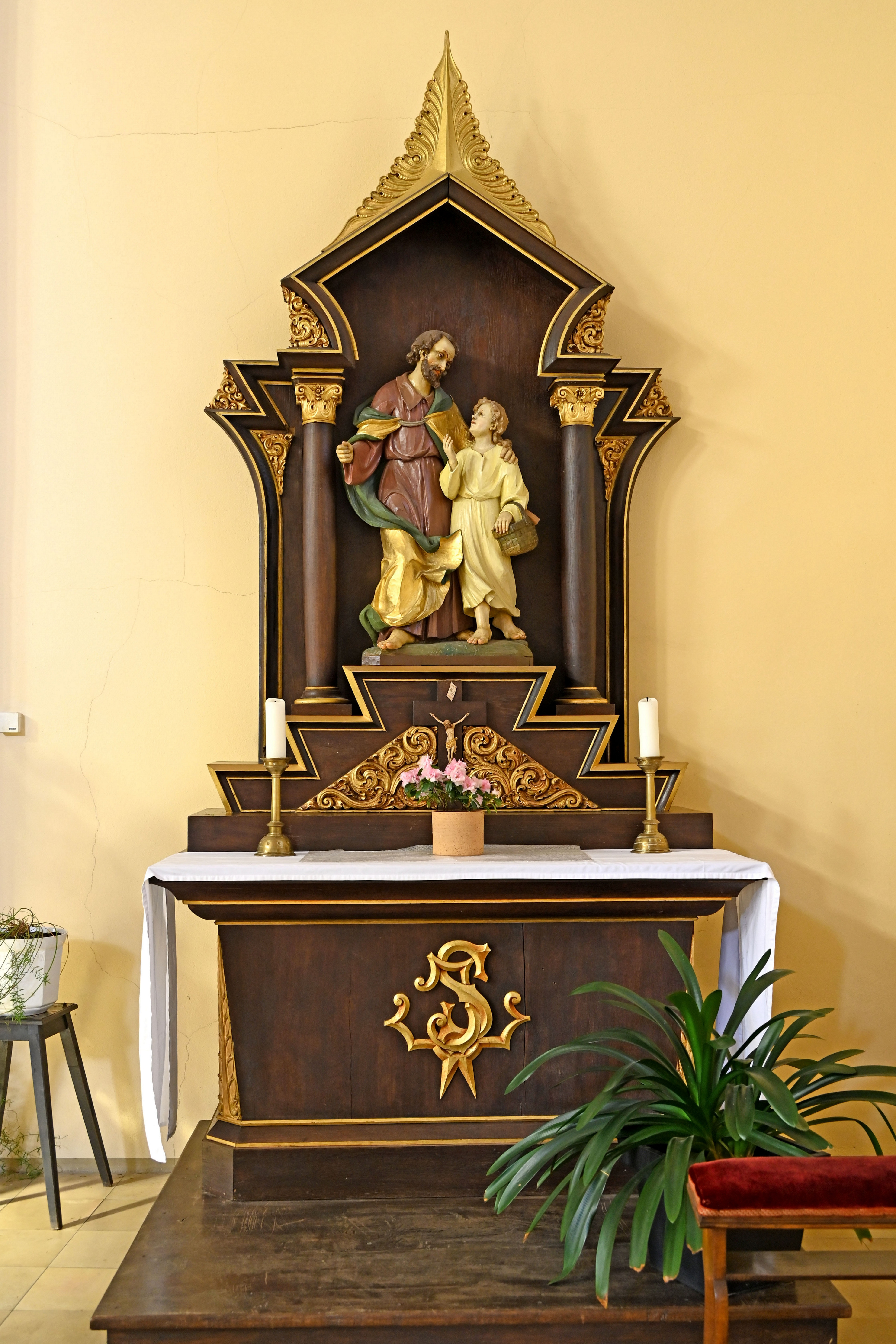
Josefsaltar
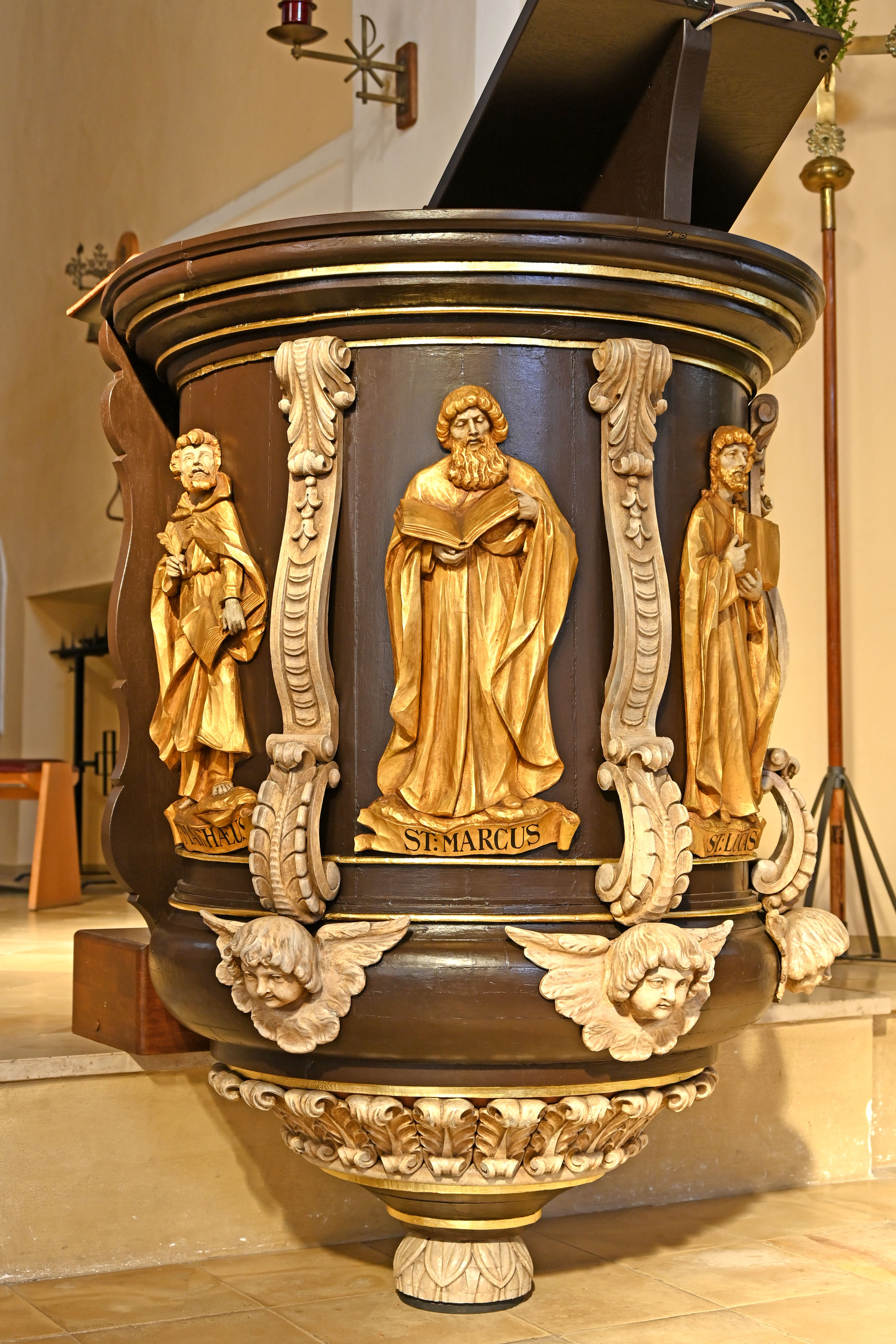
Kanzel
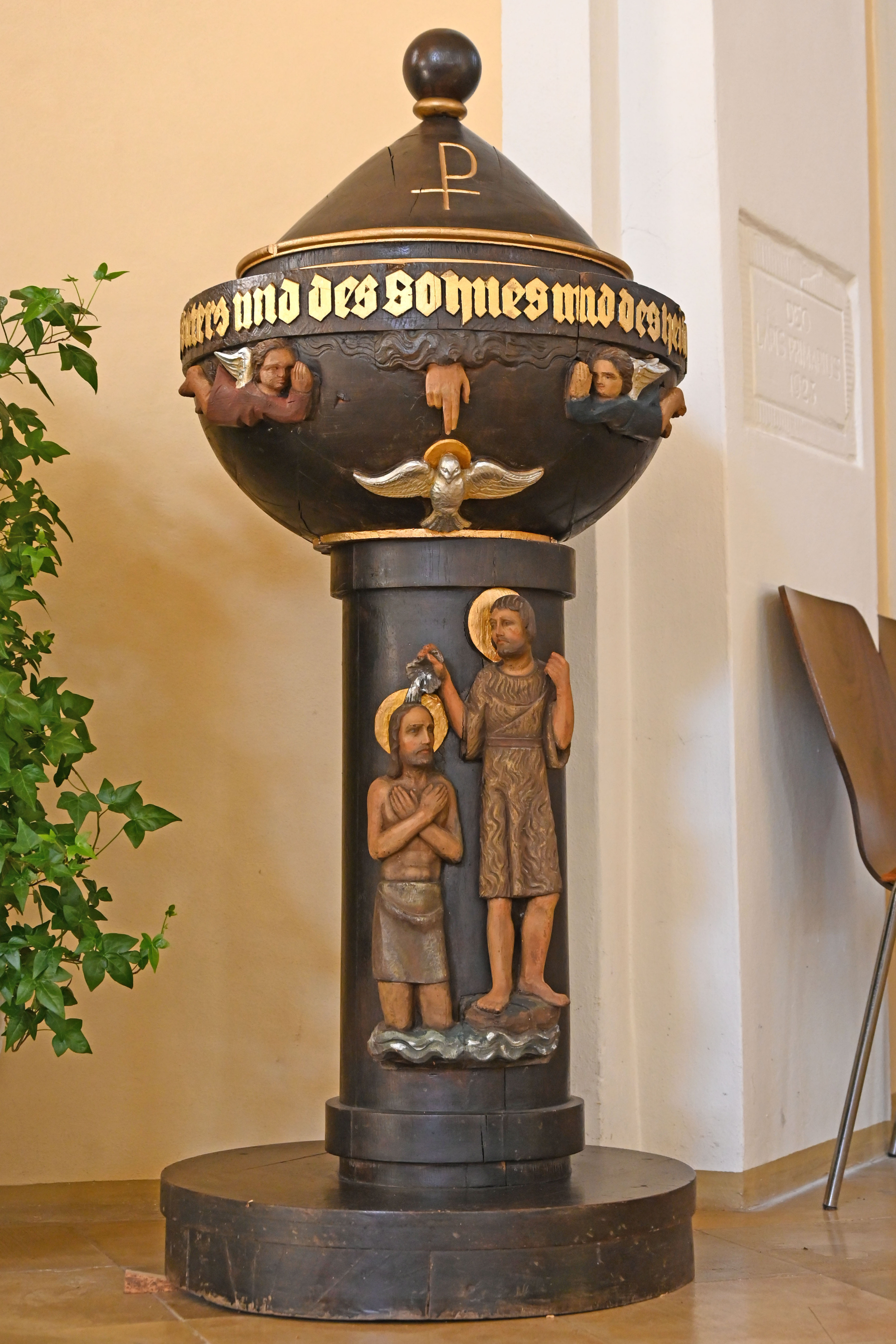
Taufbecken

Seit 1782 existiert die Hubertusbruderschaft. Dem 1901 gegründeten Kirchenchor St. Hubertus wurde 2001 die Palestrina-Medaille des Allgemeinen Cäcilienverbandes verliehen.
Traditionell pilgerte die Pfarrei Anfang Oktober nach Barweiler.

## Pfarrer ab 1765 (Auswahl)
- 1765–1813: Nikolaus van Schellenbeck (1738–1813)
- 1889–1906: Peter Haas
- 1906–1917: Josef Becker
- 1917–1928: Nikolaus Himbert
- 1928–1934: Aloys Hospelt
- 1934–1941: Nikolaus Heck
- 1941–1943: Theodor Weber
- 1943–1948: Hermann Johann Palm
- 1948–1955: Ewald Ehses
- 1955–1995: Josef Dahm
- 1997–?: Wieslaw-Stanislaw Stepka